# Sherwood Mangiapane
Sherwood Mangiapane (* 1. Oktober 1912 in New Orleans; † 23. Januar 1992 in New Orleans) war ein US-amerikanischer Jazzmusiker (Bass, Gesang, Tuba).
Sherwood Mangiapane war Autodidakt und arbeitete u. a. mit Johnny Wiggs (mit dem ab 1950 Aufnahmen entstanden), Papa Jack Laine, Raymond Burke, Jack Delaney, Muggsy Spanier, Tony Almerico, Doc Evans und Edmond Souchon. Er wirkte im Bereich des Jazz von 1950 bis 1983 bei 43 Aufnahmesessions mit, u. a. auch mit Alvin Alcorn, Blue Lu Barker (1955) und zuletzt 1983 mit dem Louisiana Repertory Jazz Ensemble.